# Sandra Reitz
Sandra Reitz, geb. Hornung (* 12. August 1984 in Hof), ist eine deutsche Sportschützin und Europameisterin im Pistolenschießen.

## Werdegang
Sandra Reitz ist seit 2016 mit Christian Reitz verheiratet. Bei den Europaspielen 2019 im belarussischen Minsk gewann sie mit ihrem Ehemann im Luftpistole-Mixed-Team die Bronzemedaille.
Beim World Cup 2021 in Osijek konnte Reitz erneut mit ihrem Ehemann eine Goldmedaille gewinnen. Dieses Mal gewannen sie den Mixed-Wettbewerb im 25-Meter-Schnellfeuerpistole-Schießen. Bereits im nächsten Jahr konnte Reitz beim World Cup 2022 in Rio de Janeiro zum dritten Mal mit ihrem Ehemann eine Goldmedaille beim 10-Meter-Luftpistole-Mixed-Wettbewerb holen. Zusätzlich belegte sie mit Doreen Vennekamp und Monika Karsch in Rio de Janeiro den ersten Platz in der Disziplin 25 Meter Pistole Mannschaft.
Bei den Europaspielen 2023 in Krakau, deren Schießwettkämpfe in Breslau ausgetragen wurden, holte Reitz mit ihren Schützenkolleginnen Josefin Eder und Doreen Vennekamp in der Disziplin 10-Meter-Luftpistole-Mannschaft die Goldmedaille.
2024 konnte Reitz beim World Cup in Granada zusammen mit ihrem Schützenkollegen Michael Schwald mit 15:9 das Finale im 10-Meter-Luftpistole-Mix Wettbewerb gewinnen. Zuvor in der Qualifikation hatten beide als einziges Mixed-Team die 580er Marke durchbrechen können.